# Гуго II (граф Люневиля)
Гуго II (Hugo II) (ум. после 1247) — граф Лютцельштейна (Петит-Пьера) и Люневиля. Старший сын Гуго I фон Блискастеля (ум. 1220 или позже, но не позднее 1223) и его жены Кунигунды фон Кибург.
После смерти отца стал главным наследником (младший сын Конрад (ум. 1255/56) получил сеньорию Ристе).
В 1223 г. вступил в конфликт с епископом Страсбурга. В результате передал ему графство Лютцельштейн и получил его назад уже в качестве фьефа.
Согласно договору от 12 июля 1243 г. уступил графство Люневиль и сеньории Жербевилле (унаследована после смерти тестя) и Вальфруакур герцогу Лотарингии Матьё II в обмен на Шпитценберг, Сен-Дье, Муайенмутье и Этивал. В некоторых источниках говорится, что он был вынужден произвести такой обмен, потому что восстал против герцога (при подстрекательстве графа Бара Тибо II) и потерпел поражение. Графство Люневиль, известное с X века, прекратило своё существование.
По договору от 4 августа 1246 года Гуго II передал Матьё II все полученные от него земли в обмен на Бергхейм и денежную компенсацию.
Гуго II был женат дважды. О первой жене ничего не известно. Вторая жена — Жоат (Юдит) де Лоррен, дочь Филиппа Лотарингского (ум. 1243), сеньора де Жербевилле, внучка герцога Ферри I. Единственный ребёнок — сын:
- Гуго III (ум. после 1283), граф Лютцельштейна. Его потомки правили графством (по-французски называлось Ла-Птит-Пьер) до 1403 г.